# Depressió melancòlica
La depressió melancòlica, o depressió amb trets melancòlics, és un subtipus de depressió major en DSM-IV i DSM-5.

## Signes i símptomes
Requereix almenys un dels símptomes següents:
- Anhedonia (la incapacitat de trobar plaer en coses positives) o malenconia general
- Falta de reactivitat de l'estat d'ànim (és a dir, l'estat d'ànim no millora en resposta a esdeveniments positius)

I almenys tres dels següents:
- Depressió  que és subjectivament diferent de la pena o la pèrdua
- Pèrdua de pes important o pèrdua de gana
- Agitació o retard psicomotriu
- Es desperta de bon matí
- Sentiment de culpa excessiva
- Pitjor estat d'ànim al matí

Les característiques melancòliques s'apliquen a un episodi de depressió que es produeix com a part del trastorn depressiu major o del trastorn bipolar I o II.